# Apinoglossa comburana
Apinoglossa comburana är en fjärilsart som beskrevs av Heinrich Benno Möschler 1890. Apinoglossa comburana ingår i släktet Apinoglossa och familjen vecklare. Inga underarter finns listade i Catalogue of Life.